# スーパーウーマン症候群
スーパーウーマン症候群（スーパーウーマンしょうこうぐん、英: superwoman syndrome、別表記: スーパーウーマンシンドローム）は、完璧主義のキャリア女性に見られやすい、仕事だけでなく、家事や育児も一人で行わなければならないという強迫観念によって引き起こされるストレス症候群のことである。

## 概要
スーパーウーマン症候群は、1984年にアメリカの作家・カウンセラーのマージョリー・H・シェイヴィッツが自身の著書『スーパーウーマン・シンドローム―仕事を持つ女性にとってほんとうの幸せとは』(光文社、1987年)の中で、自身と同じように職業人や母親などの複数の仕事を熟している女性に共通して現れる慢性的な不調のことを指す言葉として最初に提唱した。
1991年には小此木啓吾が解説を務める形で『スーパーウーマン症候群: 忍びよる孤独とあせり』という書籍が出版されている。

## 症状と対処法
出産や結婚などで仕事だけでなくプライベートも忙しくなる20代後半から30代の女性や、完璧主義の追い求める女性がなる割合が高いと言われているこの症候群では、「目眩」「動悸」「息切れ」「無気力」「虚脱感」「頭痛」などの心身症状を伴うとされており、対処法としては他人に協力を求めること、ノルマに優先順位をつけること、完璧主義を止めることやリフレッシュをすることなどが挙げられる。